# Andrzej Karp

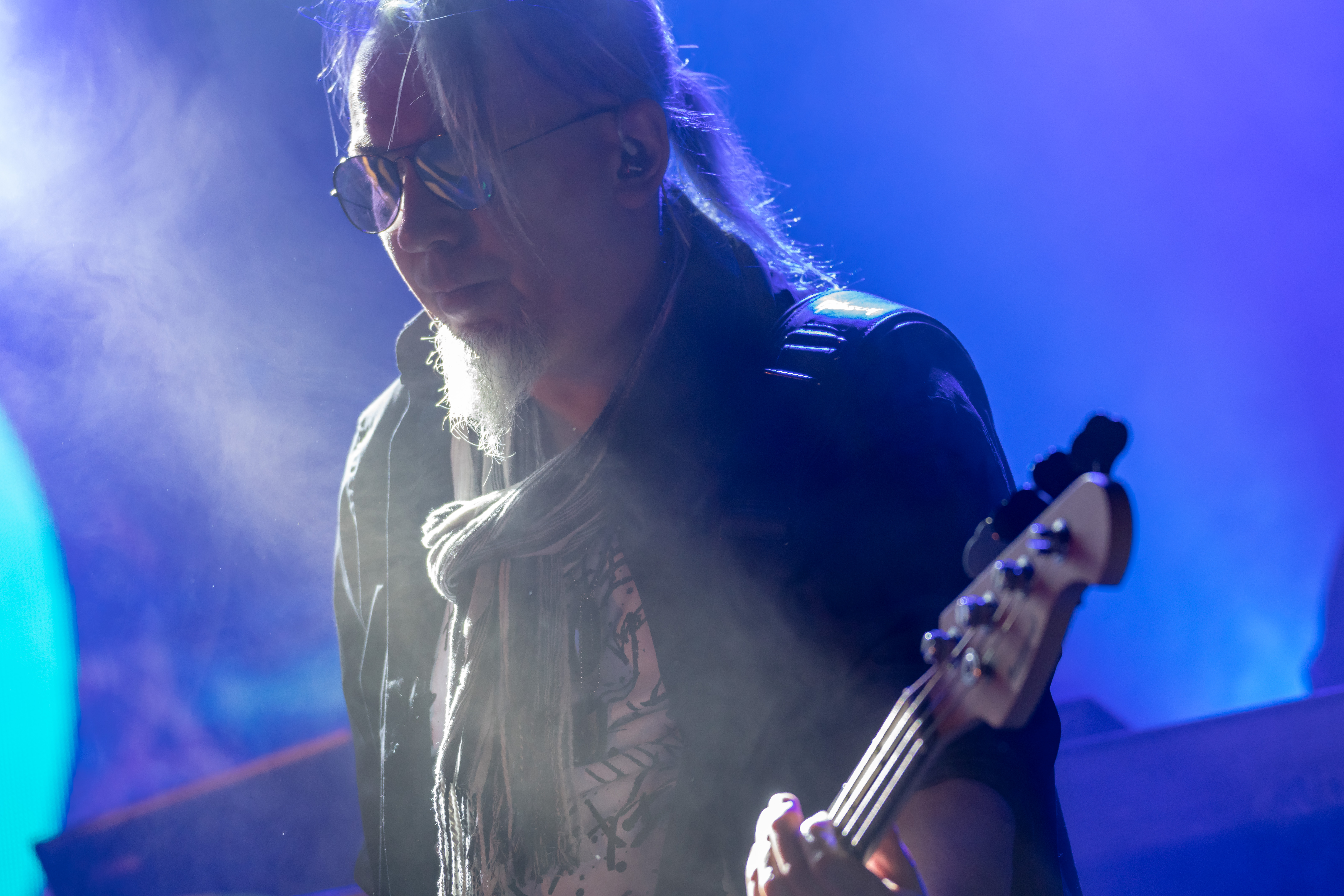
Andrzej Karp

Andrzej Karp (ur. 15 marca 1967 w Przemyślu) – polski producent muzyczny, reżyser i realizator dźwięku, kompozytor, muzyk, dydaktyk.

## Życiorys
Ukończył technikum o profilu radiowo-telewizyjnym, następnie studiował w Wyższej Szkole Pedagogicznej w Rzeszowie, gdzie uzyskał tytuł magistra nauk społecznych.
Od momentu ukończenia studiów zajmuje się realizacją dźwięku, produkcją nagrań, kompozycją i działalnością dydaktyczną. Zawód reżysera dźwięku wykonuje jako freelancer, najczęściej w studiach nagraniowych Izabelin Studio, Sonus Studio, Recpublica czy Take 1 Studio. Posiada także własną pracownię kompozytorsko-mikserską. Poza działalnością studyjną zajmuje się realizacją  koncertów.
Szereg współtworzonych przez niego albumów uzyskał certyfikat platynowej bądź złotej płyty.

## Działalność zawodowa

### Albumy

#### Maryli Rodowicz
- Marysia biesiadna (1994; platynowa płyta)
- Złota Maryla (1995)
- Tribute To Agnieszka Osiecka. Łatwopalni (1997)
- Przed zakrętem (1998; złota płyta)
- Karnawał 2000 (2000)
- Niebieska Maryla (2000; złota płyta)
- Życie ładna rzecz (2002)

#### Perfectu
- Live 2001 (2001)
- Schody (2004)

#### Elektrycznych Gitar
- Kilerów dwóch (1999)
- Słodka maska (2000)
- Atomistyka (2006)

#### Anny Marii Jopek
- Ale jestem (1997; złota płyta)
- Jasnosłyszenie (1999)
- Bosa (2000; złota płyta)
- Barefoot (2002)
- Nienasycenie (2002; złota płyta)
- Upojenie  (2002; platynowa płyta)
- Farat (2002; złota płyta)
- Secret (2005)
- ID (2007; platynowa płyta)
- JO & CO (2008; złota płyta)

#### Huntera
- Medeis (2003)
- T.E.L.I... (2005)
- T.E.L.I English Version (2006)
- HellWood (2009)
- Królestwo (2012; złota płyta)
- Imperium (2013; złota płyta)

#### Jelonka
- Jelonek (2007)
- Revenge (2011)
- Classical Massacre (2009; z udziałem Piotra Fronczewskiego)

#### Poparzonych Kawą Trzy
- Musculus Cremaster (2011; złota płyta)
- Wezmę cię (2012; złota płyta)
- Zakochaj się we mnie (2019)

#### Sweet Noise
- Getto (1996)
- Ghetto (1997)
- Koniec wieku (1998)
- The End of Century (1999)

#### Katarzyny Nosowskiej
- Milena (1998)
- Sushi (2000)

Współtworzył też albumy wykonawców, takich jak Edyta Geppert, Janusz Radek, Majka Jeżowska, Natalia Kukulska, Edyta Bartosiewicz, Czesław Niemen, Traperzy znad Wisły, Wojciech Pilichowski, Mino Cinelu, Mafia, Norbi, Grzegorz Ciechowski, Closterkeller, Behemoth, DeMono, Laboratorium, Smar SW, Krzysztof Ścierański, Wrinkled Fred, Martyna Jakubowicz, Kasia Kowalska, Big Fat Mama, Kuba Sienkiewicz, Harlem, THCulture, Patrycja Kosiarkiewicz, Robert Janowski, Dorota Osińska, Urszula Dudziak, Atrakcyjny Kazimierz, Iwona Węgrowska, Michał Urbaniak, Wiesław Pieregorólka, Wojciech Waglewski, prof. Henryk Kuźniak, Katarzyna Groniec, Adam Sztaba, Piotr Bukartyk, Patrycja Markowska, Grzegorz Turnau, Marek Biliński, Black River, Freak of Nature, Agnieszka Włodarczyk, Artrosis, Robert Gawliński, Wilki, Wojciech Kilar, Pat Metheny, Exodus, Klan, Ich Troje, Andrzej Rybiński, Bogusław Mec czy Tomasz Stańko.

### Programy telewizyjne
- 2005–2007:  Mój pierwszy raz (TVP) – realizacja muzyki
- 2005–2008: Duże dzieci (TVP) – realizacja muzyki
- 2006–2019: Jaka to melodia? (TVP) – kierownictwo nagrań muzycznych
- 2009–2011: Mam talent! (TVN) – postprodukcja dźwięku
- 2019: Gra muzyka (TV Puls) – kierownictwo nagrań muzycznych

### Oprawa dźwiękowa stacji radiowych i telewizyjnych
- Polskie Radio Program I – kompletna oprawa stacji)
- TV4 – kompletna oprawa stacji
- Radio Via – kompletna oprawa stacji
- Radio Wawa – jingle
- TVN – jingle
- Polskie Radio Rzeszów – jingle

### Reklama
- Ergo Hestia – kampania funduszu emerytalnego
- Coca-Cola – kampania produktu
- Roundup – kampania produktu
- Philips Polska – kampania produktu
- Casio – kampania dystrybutora
- Lee – kampania produktu

### Filmy DVD
- Skazani na Shawshank – adaptacja dźwięku surround
- Pola Śmierci – adaptacja dźwięku surround
- Sztos 2 – adaptacja dźwięku surround
- Szczęśliwego Nowego Jorku – adaptacja dźwięku surround
- 6 dni strusia – adaptacja dźwięku surround
- Psy 2. Ostatnia krew – adaptacja dźwięku surround
- W pustyni i w puszczy – adaptacja dźwięku surround
- Mała syrenka (Disney) – polski soundtrack
- Kubuś Puchatek (Disney) – polski soundtrack

### Filmy kinowe i eksperymentalne
- Las - kompletne udźwiękowienie (1. Nagroda na międzynarodowym festiwalu “People and Environment 2018” w kategorii Full Dome)
- Weekend – realizacja oprawy muzycznej
- Kiler-ów 2-óch – realizacja oprawy muzycznej
- Miasto z morza – realizacja soundtracku

### Działalność dydaktyczna
- 2007–2010: Instytut SWAM – wykładowca
- 2010–2011: Polsko Japońska Wyższa Szkoła Technik Komputerowych, Realizacja Dźwięku – wykładowca
- 2011: Uliczna Galeria Dźwięku w Łodzi – kierownik, wykładowca

## Nagrody i wyróżnienia
Andrzej Karp był trzykrotnie nominowany do muzycznej nagrody Fryderyków w kategorii Realizator Dźwięku Roku w latach 1997, 1998 i 1999.